# Ялина Пирогова

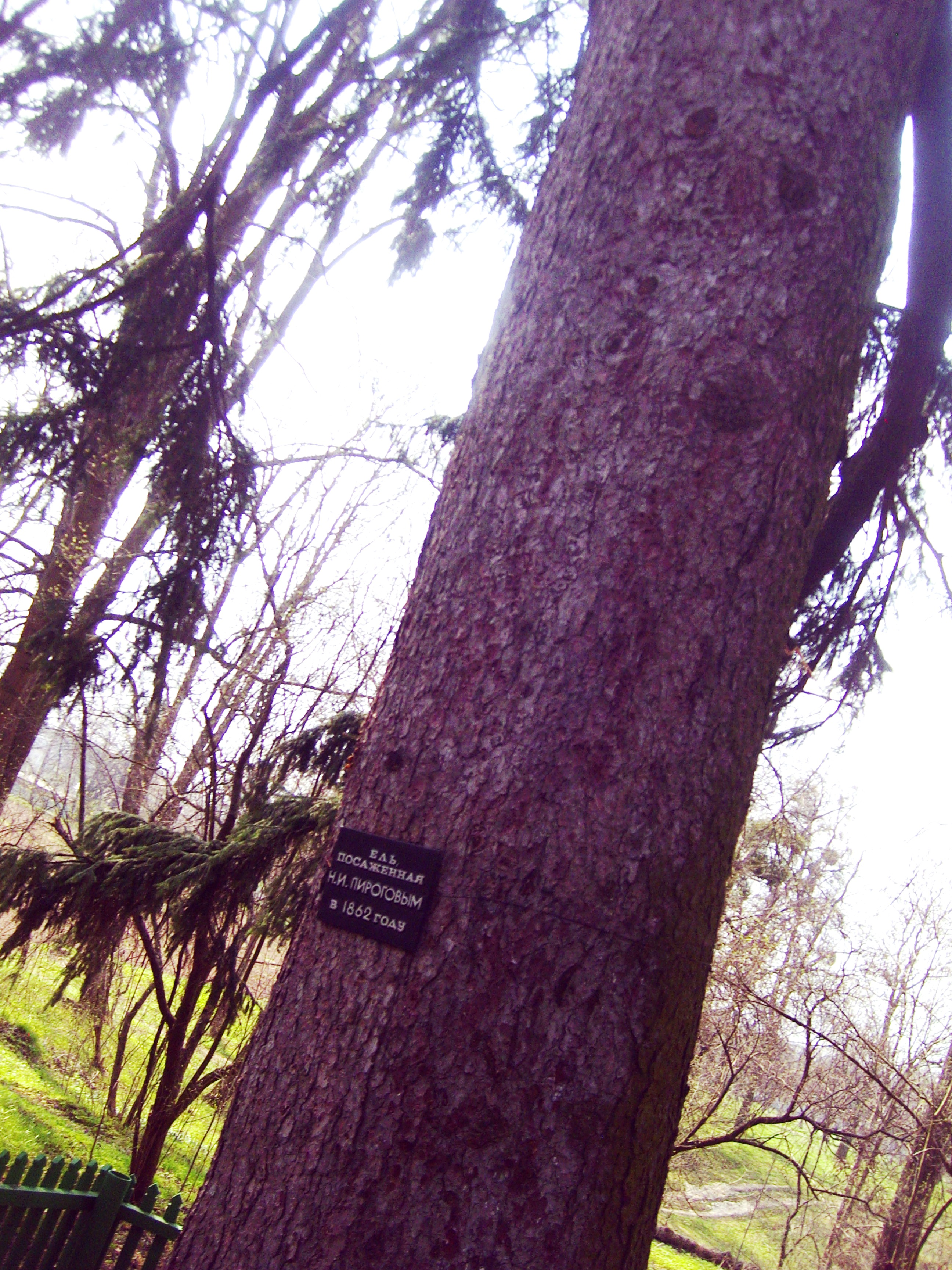
Ялина, яку посадив М. І. Пирогов

Ялина Пирогова — меморіальне дерево в м. Вінниця. 
Обхват 3,50 м. Висота 40 м. Вік 150 років. Росте на території Національного музею-садиби видатного хірурга  М. Пирогова. Була посаджена особисто М. Пироговим в 1862 р. 
Необхідно заповісти дерево.

## Ресурси Інтернету
- Фотогалерея самых старых и выдающихся деревьев Украины  [Архівовано 8 квітня 2014 у Wayback Machine.]

## Виноски
1. ↑   Шнайдер С.Л., Борейко В.Е., Стеценко Н.Ф. 500 выдающихся деревьев Украины. - К.: КЭКЦ, 2011. - 203 с.